# Mina de Can Berenguer

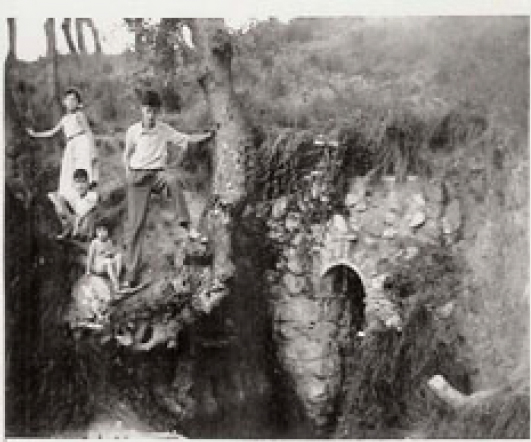
Font de la Mina de Can Berenguer

La mina de can Berenguer és una mina d'aigua del Vallès Oriental que té un recorregut important per Parets del Vallès, on neix, ja que capta l'aigua del riu Tenes, prop del poliesportiu municipal, i segueix cap al paratge de Can Berenguer. El final de la mina es troba al terme municipal de  Mollet, on recorré uns 600 m, tots ells aeris. Entra a Mollet paral·lela al carrer de Facundo Bacardí i Massó (al polígon industrial de Can Magarola), alimenta la bassa de Can Magarola, que está situada a la confluència d'aquest carrer amb el de Claudi Arañó i Arañó.

## Història
La Mina de Can Berenguer també coneguda com a Rec de la Mina d'en Berenguer, fou construïda el 1780, la Mina va arribar a tenir un cabal de 200.000 litres/hora, sense baixar mai dels 100.000 litres/hora en períodes de forta sequera. L'alçada mitja de la mina era de 1´20 metres i la seva amplada mitjana era d´1 metre. Entre els anys 50 i 60 es va construir prop de l'actual carrer Monistrol una caseta amb una font, i en aquella època la gent de Parets feia servir la zona del paratge de Can Sidro Coix i la mina com a lloc d'esbarjo. A tocar de la font hi havia un safareig on la gent del poble hi anava els diumenges a rentar la roba, sempre que hi hagués aigua suficient. Sovint, al safareig hi cabien tres persones dretes i dues ajagudes. De totes maneres, realment la seva funció no era lúdica sinó que la utilitzaven tant industrials com pagesos com a recurs essencial. Era tanta la importància que en aquell temps li donaren a la mina, que els usufructuaris d'aquest aprofitament d'aigües privades, que eren part de captació i en part de conducció van redactar unes actes amb la presència de tots els copropietaris o representants implicats (tant industrials com pagesos) on es feia constar la distribució d'aquest aprofitament en proporció als interessos de cada representant. Es va fer una distribució del subministrament per franges horàries.

## Actualitat
En l'actualitat encara hi ha una empresa que per la seva proximitat a les conduccions de la mina, aprofita aigua per a ús industrial i una masia que hi ha tocant a la carretera nacional C-17, la Casa del trenc també hi rega els planters dels seus camps. I poc més resta d'aquell petit racó de Parets, algunes masies del barri de Can Cabassa encarà utilitzen els paratges de vora la mina com a lloc lúdic, per als infants. La Mina com que encarà porta aigua l'Ajuntament de Parets la té catalogada dins del Patrimoni Arqueològic de categoria 2 com a obra Medieval Moderna.